# Diocesi di Trevi
La diocesi di Trevi (in latino:  Dioecesis Trebiana) è una sede soppressa e sede titolare della Chiesa cattolica.

## Storia
La passio di san Feliciano, evangelizzatore del territorio umbro, scritta attorno al VI secolo, riferisce che Trevi in passato aveva un vescovo come Foligno, Spello, Bevagna, Assisi e altre località. Lanzoni ritiene che questa informazione sia degna di fede. Tuttavia alquanto problematica è la definizione della serie episcopale di Trevi, per l'omonimia tra questa sede e quella di Trevi nel Lazio e perché nelle fonti non vi è nulla che possa permettere di distinguere le due diocesi.
Il primo vescovo attribuito dalla tradizione alla diocesi umbra è sant'Emiliano. La sua passio, scritta nel IX secolo, racconta che il santo venne inviato a Trevi da san Feliciano e che qui subì il martirio all'inizio del IV secolo.
Per i successivi vescovi invece gli autori hanno opinioni e punti di vista completamente diversi se non opposti, attribuendo tutti i vescovi noti o alla sede umbra o a quella laziale oppure distribuendo i vescovi in modo arbitrario tra le due diocesi. 
Eruditi e storici locali umbri in genere attribuiscono la serie episcopale a Trevi in Umbria; lo stesso fanno Ughelli e gli autori che da lui dipendono, ad esempio Cappelletti, Moroni, Gams, Sbaraglia. Altri storici invece ritengono che solo i primi due vescovi noti, Costantino e Lorenzo, presenti rispettivamente ai sinodi romani del 487 e del 499, possano appartenere alla diocesi umbra, mentre gli altri sarebbero da attribuire a Trevi nel Lazio. Andrea Czortek, sulla scorta di quanto avvenuto per altre diocesi umbre nel corso nel VI secolo, ritiene che anche la diocesi di Trevi sia scomparsa durante la guerra greco-gotica (535-553) che devastò la regione, e che il suo territorio fu inglobato dalla diocesi di Spoleto. Infine, Giorgio Otranto, pur ammettendo l'esistenza di una comunità cristiana a Trevi, solleva dubbi sulla reale esistenza di una diocesi nella città umbra.
Dal 1969 Trevi è annoverata tra le sedi vescovili titolari della Chiesa cattolica; dal 18 luglio 2002 il vescovo titolare è Paolo Schiavon, già vescovo ausiliare di Roma.

## Cronotassi

### Vescovi residenziali
La presente cronotassi è quella riportata da storici ed eruditi locali e codificata da Ughelli, ma probabilmente molti di questi vescovi sono da attribuire alla diocesi di Trevi nel Lazio.
- Sant'Emiliano † (circa 295 - 304 deceduto)
- Costantino † (menzionato nel 487)
- Lorenzo † (menzionato nel 499)
- Propinquo † (prima del 501 - dopo il 502)
- Griso † (menzionato nel 745)
- Valerino † (menzionato nel 769)
- Paolo † (menzionato nell'826)
- Crescenzio † (menzionato nell'853)
- Anonimo † (menzionato nel 963)
- J... † (menzionato nel 1059)

### Vescovi titolari
- Sergio Guerri † (11 aprile 1969 - 28 aprile 1969 nominato cardinale diacono del Santissimo Nome di Maria al Foro Traiano)
- Ernesto Gallina † (12 luglio 1969 - 16 maggio 2002 deceduto)
- Paolo Schiavon, dal 18 luglio 2002